# Lodaya
Lodaya is een bestuurslaag in het regentschap Pemalang van de provincie Midden-Java, Indonesië. Lodaya telt 2090 inwoners (volkstelling 2010).